# Tegenaria
Tegenaria is een geslacht van spinnen uit de familie van de trechterspinnen (Agelenidae).

## Soorten
- Tegenaria abchasica Charitonov, 1941
- Tegenaria achaea Paolo Marcello Brignoli, 1977
- Tegenaria aculeata Jia-Fu Wang, 1992
- Tegenaria adomestica Guseinov, Yuri M. Marusik & Koponen, 2005
- Tegenaria advena (Carl Ludwig Koch, 1841)
- Tegenaria africana Hippolyte Lucas, 1846
- Tegenaria agnolettii Paolo Marcello Brignoli, 1978
- Tegenaria angustipalpis Gershom Levy, 1996
- Tegenaria antrorum Eugène Simon, 1916
- Tegenaria ariadnae Paolo Marcello Brignoli, 1984
- Tegenaria armigera Eugène Simon, 1873
- Tegenaria averni Paolo Marcello Brignoli, 1978
- Tegenaria baronii Paolo Marcello Brignoli, 1977
- Tegenaria barrientosi Bolzern, Crespo & Cardoso, 2009
- Tegenaria bithyniae Paolo Marcello Brignoli, 1978
- Tegenaria blanda Willis J. Gertsch, 1971
- Tegenaria bucculenta (Ludwig Carl Christian Koch, 1868)
- Tegenaria capolongoi Paolo Marcello Brignoli, 1977
- Tegenaria carensis Barrientos, 1981
- Tegenaria caverna Willis J. Gertsch, 1971
- Tegenaria cerrutii Carl Friedrich Roewer, 1960
- Tegenaria chebana Tord Tamerlan Teodor Thorell, 1897
- Tegenaria chiricahuae Roth, 1968
- Tegenaria chumachenkoi Kovblyuk & A. V. Ponomarev, 2008
- Tegenaria comnena Paolo Marcello Brignoli, 1978
- Tegenaria comstocki Pawan U. Gajbe, 2004
- Tegenaria concolor Eugène Simon, 1873
- Tegenaria cottarellii Paolo Marcello Brignoli, 1978
- Tegenaria decora Willis J. Gertsch, 1971
- Tegenaria dentifera Wladislaus Kulczynski, 1908
- Tegenaria domestica (Clerck, 1757 (grijze huisspin)
- Tegenaria domesticoides Joachim Schmidt & Piepho, 1994
- Tegenaria duellica Eugène Simon, 1875
- Tegenaria elysii Paolo Marcello Brignoli, 1978
- Tegenaria faniapollinis Paolo Marcello Brignoli, 1978
- Tegenaria feminea Eugène Simon, 1870
- Tegenaria femoralis Eugène Simon, 1873
- Tegenaria ferruginea (Panzer, 1804) (bonte trechterspin)
- Tegenaria flexuosa Frederick Octavius Pickard-Cambridge, 1902
- Tegenaria florea Paolo Marcello Brignoli, 1974
- Tegenaria forestieroi Paolo Marcello Brignoli, 1978
- Tegenaria fuesslini Pavesi, 1873
- Tegenaria gertschi Roth, 1968
- Tegenaria gigantea Simon, 1875 (Simons huisspin)
- Tegenaria halidi Guseinov, Yuri M. Marusik & Koponen, 2005
- Tegenaria hamid Paolo Marcello Brignoli, 1978
- Tegenaria hasperi Chyzer, 1897
- Tegenaria hauseri Paolo Marcello Brignoli, 1979
- Tegenaria hemanginiae C. Adinarayana Reddy & Patel, 1992
- Tegenaria henroti Dresco, 1956
- Tegenaria herculea Jean-Louis Fage, 1931
- Tegenaria hispanica Jean-Louis Fage, 1931
- Tegenaria incognita Bolzern, Crespo & Cardoso, 2009
- Tegenaria inermis Eugène Simon, 1870
- Tegenaria ismaillensis Guseinov, Yuri M. Marusik & Koponen, 2005
- Tegenaria karaman Paolo Marcello Brignoli, 1978
- Tegenaria labyrinthi Paolo Marcello Brignoli, 1984
- Tegenaria lapicidinarum Spassky, 1934
- Tegenaria levantina Barrientos, 1981
- Tegenaria ligurica Eugène Simon, 1916
- Tegenaria longimana Eugène Simon, 1898
- Tegenaria lunakensis Benoy Krishna Tikader, 1964
- Tegenaria maderiana Tord Tamerlan Teodor Thorell, 1875
- Tegenaria mamikonian Paolo Marcello Brignoli, 1978
- Tegenaria marinae Paolo Marcello Brignoli, 1971
- Tegenaria maroccana J. Denis, 1956
- Tegenaria melbae Paolo Marcello Brignoli, 1972
- Tegenaria mexicana Roth, 1968
- Tegenaria michae Paolo Marcello Brignoli, 1978
- Tegenaria mirifica Konrad Thaler, 1987
- Tegenaria montigena Eugène Simon, 1937
- Tegenaria nervosa Eugène Simon, 1870
- Tegenaria oribata Eugène Simon, 1916
- Tegenaria osellai Paolo Marcello Brignoli, 1971
- Tegenaria paragamiani Deltshev, 2008
- Tegenaria parietina (Fourcroy, 1785) (grote huisspin)
- Tegenaria parmenidis Paolo Marcello Brignoli, 1971
- Tegenaria percuriosa Paolo Marcello Brignoli, 1972
- Tegenaria pieperi Paolo Marcello Brignoli, 1979
- Tegenaria pontica Charitonov, 1947
- Tegenaria racovitzai Eugène Simon, 1907
- Tegenaria regispyrrhi Paolo Marcello Brignoli, 1976
- Tegenaria rhodiensis Lodovico di Caporiacco, 1948
- Tegenaria rothi Willis J. Gertsch, 1971
- Tegenaria schmalfussi Paolo Marcello Brignoli, 1976
- Tegenaria scopifera Barrientos, Ribera & Pons, 2002
- Tegenaria selva Roth, 1968
- Tegenaria shillongensis Barman, 1979
- Tegenaria silvestris Koch, 1872 (steentrechterspin)
- Tegenaria talyshica Guseinov, Yuri M. Marusik & Koponen, 2005
- Tegenaria taprobanica Embrik Strand, 1907
- Tegenaria taurica Charitonov, 1947
- Tegenaria tekke Paolo Marcello Brignoli, 1978
- Tegenaria tlaxcala Roth, 1968
- Tegenaria tridentina Ludwig Carl Christian Koch, 1872
- Tegenaria trinacriae Paolo Marcello Brignoli, 1971
- Tegenaria velox Chyzer, 1897
- Tegenaria vignai Paolo Marcello Brignoli, 1978
- Tegenaria wittmeri Paolo Marcello Brignoli, 1978
- Tegenaria xenophontis Paolo Marcello Brignoli, 1978
- Tegenaria zagatalensis Guseinov, Yuri M. Marusik & Koponen, 2005